# Красное (усадьба)
«Красное» или «Красная Горка» — псевдоготическая усадьба екатерининского фаворита Александра Петровича Ермолова, расположенная к юго-западу от одноимённого села Михайловского района Рязанской области.
Первым владельцем усадьбы (или самым ранним из известных) считается графиня Н. П. Ягужинская (?—1778), бывшая замужем за генерал-поручиком графом Ф. И. Головиным (1704—1758). Далее, до 1783 года, усадьбой владел их племянник коллежский советник И. С. Головин, после — губернский предводитель дворянства, полковник Ф. И. Боборыкин (1726—?), женатый на А. М. Беклемишевой (1736—1793) и далее до 1793 года их наследники. Именно в этот период, в 1786 году, была заложена усадебная церковь Казанской Богоматери.
Затем усадьбой владел генерал-поручик и флигель-адъютант, в прошлом один из недолгих фаворитов Екатерины II, А. П. Ермолов (1754—1836), женившийся около 1790 года на богатой княжне Елизавете Михайловне Голицыной (1768—1833). Именно при этих владельцах сформировался усадебный комплекс, состоявший из пейзажного (английского) парка с проточными прудами и плотинами, господского дома, строгой классицистической церкви с мраморным иконостасом и двух круглых в плане построек — конного двора с небольшим манежем (утрачен) и скотного двора.
Двухэтажный барский дом с мезонином, закруглёнными тамбурами и стрельчатыми окнами был выстроен на возвышении. Низкий цокольный этаж занимали хозяйственные службы. В мезонине до революции сохранялась Екатерининская комната, где якобы останавливалась сама государыня. После революции дом был разграблен.
Самое оригинальное сооружение усадьбы — скотный двор, стоящий на искусственном полуострове и «замаскированный» под миниатюрную крепость с четырьмя изящными башенками. Неизвестный архитектор эффектно использовал контраст между белокаменными деталями и краснокирпичным фоном. Сходство белокаменного зубчато-стрельчатого декора с баженовскими постройками в подмосковном Царицыне побудило краеведов высказать гипотезу об участии в проектировании самого Баженова.
Строительные работы в Красном затянулись до 1810 года, завершившись освящением Казанской церкви, на фронтоне которой была помещена (утраченная в XX веке) надпись:
От щедрот великия Екатерины.
К тому времени владелец потерял интерес к русским поместьям и поселился с семьёй в Штирии, в замке Фросдорф. После смерти тело генерала было привезено в Россию и захоронено к северу от Казанского храма.
С 1834 года усадьбой владел сын А. П. Ермолова, гвардии поручик Ф. А. Ермолов (1797—1845), женатый на княжне А. Н. Щербатовой (во втором браке за племянником мужа А. П. Ермоловым), продавший усадьбу в 1842 году губернскому предводителю дворянства, полковнику Н. Н. Реткину (1783—1842). В 1842—1848 годах имение состояло в опеке, далее усадьбой владел сын Н. Н. Реткина коллежский асессор П. Н. Реткин, затем его вдова П. Н. Реткина (1827—1875, урождённая княгиня Гагарина). Во второй половине 1880-х годов усадьбу купил подполковник, впоследствии генерал-адъютант, начальник Генерального штаба Я. Г. Жилинский (1853—1918), женатый на В. М. Осоргиной (1858—1917). Последняя владелица до 1917 года — их дочь М. Я. Жилинская (1883—1955), вышедшая замуж за харьковского вице-губернатора, гвардии поручика Н. А. Астафьева (1880—1967).
В 1918 году усадьба была разграблена и до Великой Отечественной войны здесь размещался детский туберкулёзный санаторий, позже переведенный в усадьбу Кирицы. В оставшемся здании разместилась районная больница.
Заброшенная и обветшавшая в советские годы усадьба была отремонтирована в конце XX века усилиями московского Сретенского монастыря. Здесь расположено монастырское подворье со Свято-Серафимовским скитом (в бывшей Казанской церкви) и детским домом неподалёку. Бывший скотный двор переоборудован под кельи, над входом водружён крест. Территория огорожена забором и закрыта для посещения.
- Скотный двор усадьбы Красное — нарядное сооружение в «готическом вкусе» конца XVIII в.
- Казанская церковь, заложенная в 1786 г.